# Xylodiscula vitrea
Xylodiscula vitrea is een slakkensoort uit de familie van de Xylodisculidae. De wetenschappelijke naam van de soort is voor het eerst geldig gepubliceerd in 1988 door B.A. Marshall.